# 南阳乡 (三明市)
南阳乡，是中华人民共和国福建省三明市沙县区下辖的一个乡镇级行政单位。

## 行政区划
南阳乡下辖以下地区：
南阳村、竹山村、华村、坡科村、西坑村、大基口村、大基村、木科村和凤坡洋村。